# Tętnica krtaniowa dolna

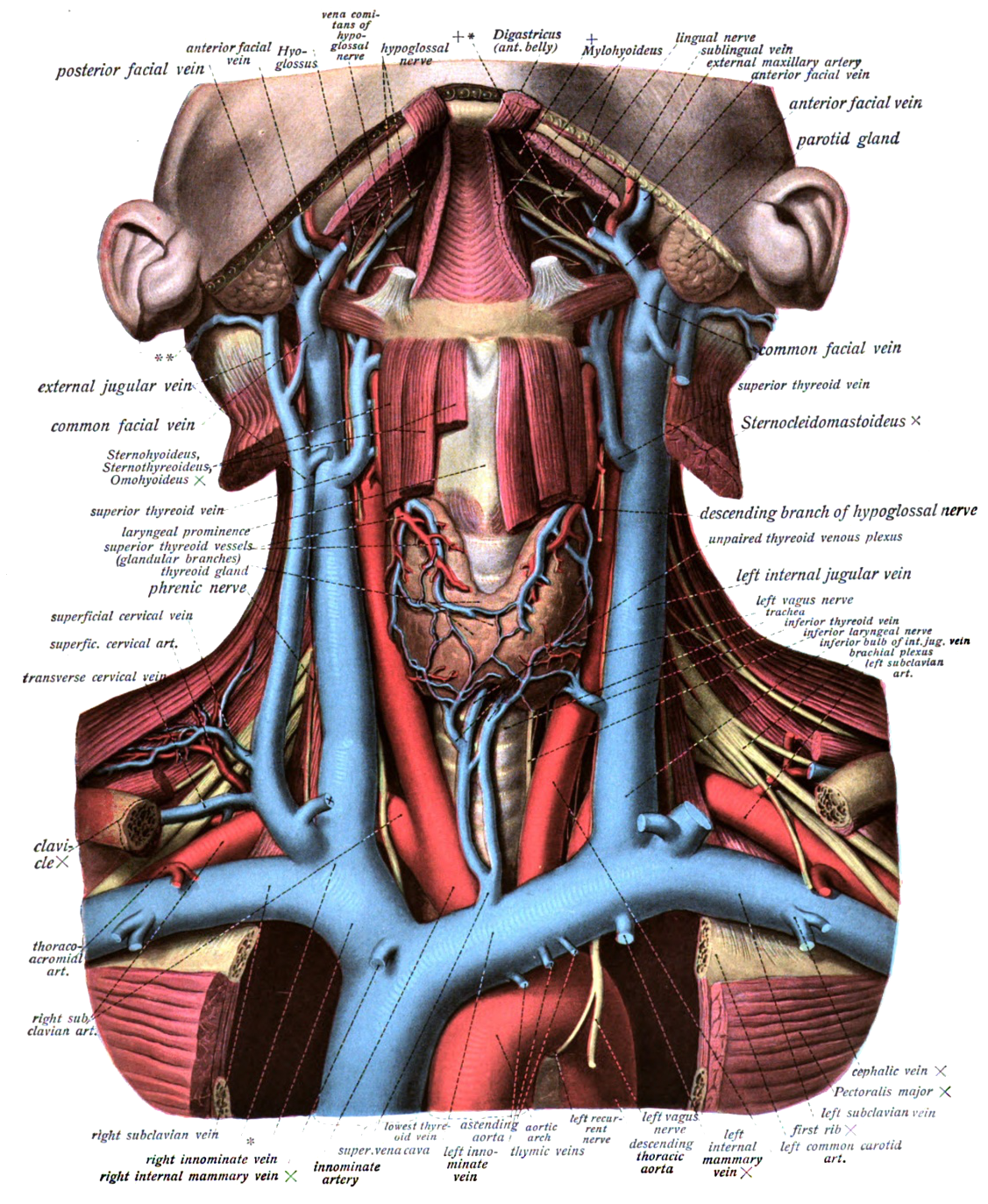
Tętnica krtaniowa dolna (niepodpisana) widoczna przy nerwie krtaniowym dolnym (inferior laryngeal nerve), razem z którym biegnie.

Tętnica krtaniowa dolna (łac. arteria laryngea inferior) – w anatomii człowieka mała tętnica krtani, będąca odgałęzieniem tętnicy tarczowej dolnej, odchodząca zwykle w pobliżu jej końca, czasem jednak od początkowego odcinka. W swoim przebiegu towarzyszy nerwowi krtaniowemu dolnemu, po jego stronie bocznej biegnąc w bruździe między przełykiem a tchawicą ku górze, wchodząc do krtani po jej stronie tylnej, pod brzegiem mięśnia zwieracza dolnego gardła. Tworzy zespolenia z drugostronną tętnicą krtaniową dolną (na mięśniu nalewkowym) i z tętnicą krtaniową górną (na mięśniu pierścienno-nalewkowym tylnym, przy górnym brzegu chrząstki pierścieniowatej).
Unaczynia mięsień pierścienno-nalewkowy tylny, mięsień nalewkowy i pobliskie im części błony śluzowej.